# Westboro (Wisconsin)
Westboro – miasto w Stanach Zjednoczonych, w stanie Wisconsin, w hrabstwie Taylor.